# Esteban Tusquets y Maignon
Esteban Tusquets y Maignon (c. 1831-1876) fue un compositor y pianista español.

## Biografía
A la edad de seis años comenzó a tocar el piano. Tuvo unas pocas lecciones de N. Sivilla y del presbítero Francisco Andreví, teniendo un aprendizaje relativamete autodidacta. Tusquets, que trabajó en la banca en su juventud, compuso romanzas, serenatas, piezas de baile, coros y un Stabat Mater, además de dos zarzuelas, entre otras piezas. Falleció el 7 de noviembre de 1876 en Barcelona, a la edad de cuarenta y cinco años.